# Ice Bucket Challenge

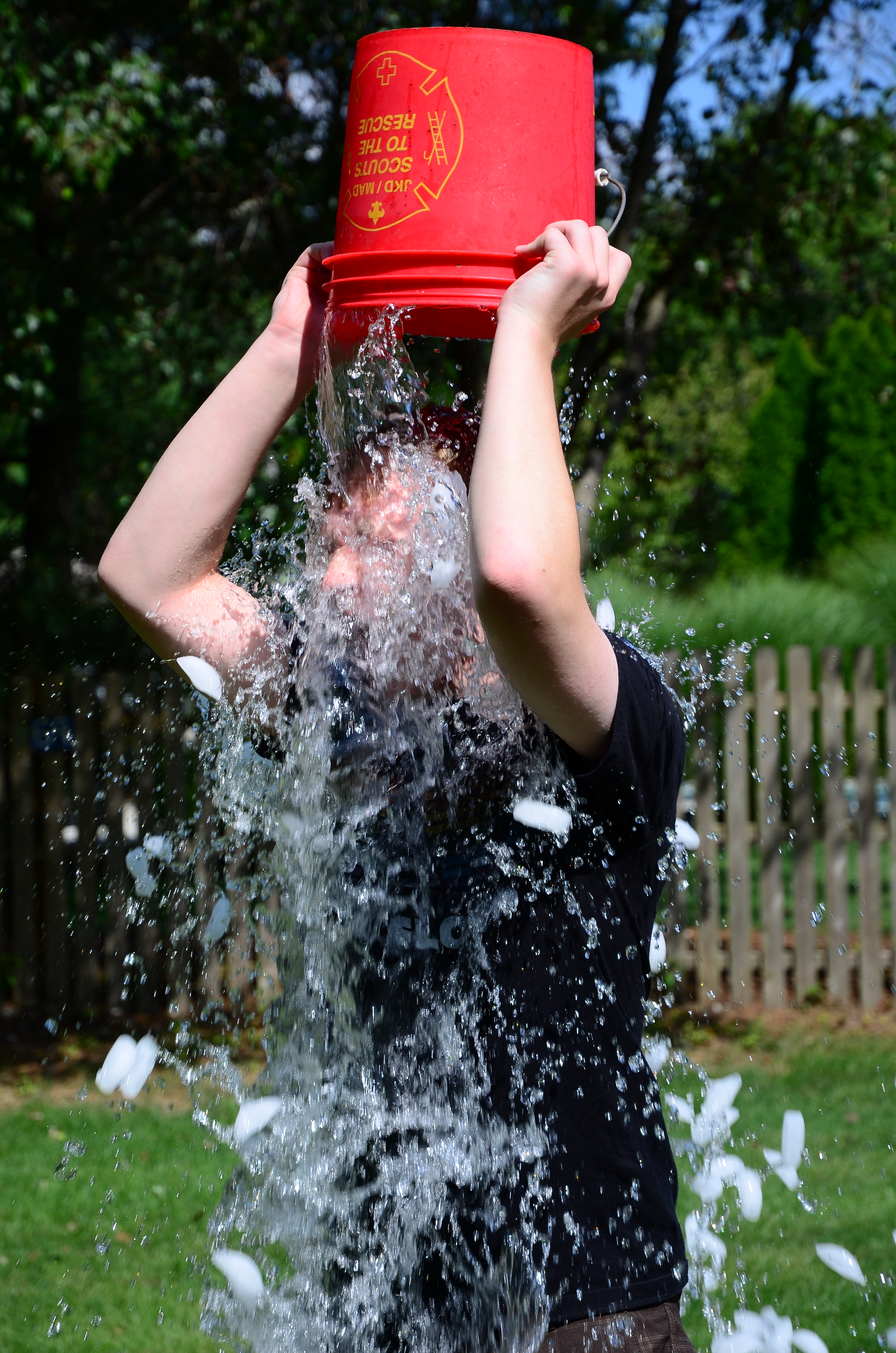
Ice Bucket Challenge

Az Ice Bucket Challenge (ejtsd: ájsz bákit cselendzs, az angol nyelvű kifejezés magyarul szó szerint am. „jegesvödör-kihívás”) kampány egy jótékonysági és figyelemfelkeltő akció, melynek során a részt vevő személy leönti magát (vagy hagyja leönteni magát) egy vödör jeges vízzel, és felszólít másokat, hogy cselekedjenek hasonlóképpen vagy adakozzanak jótékony célra, vagy tegyék mindkettőt. A műveletről készült videófelvételt azután nyilvánosságra hozzák az interneten. A jól sikerült, humoros kisfilmeket sokan megosztották ismerőseikkel, így terjedt tovább a kampány.

## Amerikában
Az akció 2014 nyarán indult az Egyesült Államokban az amiotrófiás laterálszklerózis (ALS) nevű végzetes bénulással járó betegségben szenvedőket segítő ALS Association támogatására. Ilyen betegséggel küzdött például Stephen Hawking angol elméleti fizikus. A kihívás elterjesztésében jelentős szerepe volt Pete Frates (1984–2019) baseballjátékosnak, akinél 2012-ben diagnosztizáltak az ALS-t.
Az akcióhoz csatlakozott többek között Mark Zuckerberg és Bill Gates is. A felajánlásokból 2014. augusztus 26-áig közel 90 millió dollár gyűlt össze.
A végső összeg 115 millió dollár (32,7 milliárd forint) lett. A pénzből indított kutatás során 11 ország több mint 80 tudósa kereste, melyek a kockázatot hordozó gének az érintett családoknál, és 2016-ban sikerült azonosítaniuk egy gént, az ún. NEK1-et, amely hozzájárul a kór kialakulásához.

## Magyarországon
Magyarországon először Gönczi Gábor öntötte le magát a kampány keretében 2014. augusztus 19-én, majd ugyanerre szólította fel Kovács Ákost, Dzsudzsák Balázst és Palvin Barbarát. Azóta sokan csatlakoztak az akcióhoz, többek között Falus Ferenc, a baloldal 2014-es budapesti főpolgármester-jelöltje, akinek amatőr videóját azonnal rengeteg bírálat érte. Falus nem az amerikai ALS Association szervezetet támogatta, hanem a Bátor Tábor Alapítványt. Hozzá hasonlóan több magyar résztvevő is eltért az eredeti szándéktól és az ALS helyett másoknak adományoz, vagy a kampányt csak egy jópofa, interneten terjedő játéknak tekinti.